# Nughedu Santa Vittoria
Nughedu Santa Vittoria är en ort och kommun i provinsen Oristano i regionen Sardinien i Italien. Kommunen hade 475 invånare (2017).